# Believe (canción de Staind)
«Believe» es un sencillo de Staind, el primero de su sexto álbum de estudio, The Illusion of Progress.
Alcanzó el puesto 83 en el Billboard Hot 100 el sencillo fue un éxito en las listas de rock, alcanzó el puesto 4 en el Mainstream Rock Tracks y se convirtió en su tercer éxito # 1 en el Modern Rock Tracks, después de "It's Been Awhile "y" tan lejos ". "Believe" permaneció en el # 1 durante tres semanas en Modern Rock Tracks. 
El video musical "Believe" fue dirigido por Christopher Sims. Cuenta con un hombre que ha dejado a su novia para encontrarse a sí mismo. Sin embargo, ella también se va pronto, probablemente para encontrarlo. El hombre viaja por el medio oeste y termina en algún lugar de la costa oeste. Aaron Lewis es el único miembro de la banda en el video. Lewis se ve caminando por la playa que el hombre termina encontrando. El video musical de "All I Want" recoge la historia desde allí. 
La canción se usó en un video que destaca la Temporada de Fútbol Universitario 2008 en ESPN y en el especial Tributo a las Tropas de la WWE 2008.
"A veces en la vida necesitamos que alguien crea en nosotros, y esta canción es el grito de aquellos que ya no quieren ser ignorados". Con estas palabras, Aaron Lewis aclara el significado de la canción en una entrevista realizada para Rock TV en la última presentación de Staind en Italia

## Posicionamiento
| Listas (2008)                                                  | posición |
| -------------------------------------------------------------- | -------- |
| Cartelera de EE. UU. Caliente 100                              | 83       |
| Cartelera de EE. UU. Pistas de Rock Moderno                    | 1        |
| Cartelera de EE. UU. Mainstream Pistas de Rock[cita requerida] | 4        |
| Parte superior de Adulto de Cartelera de EE. UU. 40            | 28       |
| Pop de Cartelera de los EE. UU. 100                            | 78       |